# 王翃
王翃（—802年），字宏肱，太原晋阳人。五代祖王松年，北齐黄门侍郎。高祖王邵，隋秘书监。曾祖王子奇，京兆府渭南县尉。祖王庆贤，京兆府美原县丞，赠太常卿。父王光谦，楚州淮阴县令，赠太子太保。兄王翊，代宗时为山南东道节度使、刑部侍郎。
早年从军，为折冲都尉，天宝年间在羽林军中任职。擢才兼文武科，出为辰州刺史。参与讨伐襄州康楚元有功，加兼秘书少监，迁朗州刺史。大历五年（770年），迁容州刺史、容管经略使。
安史之乱时，因唐军频繁在岭南征兵，当地的溪洞夷獠都害怕被征募，有首领梁崇牵，自号“平南十道大都统”，与覃问、西原贼张侯、夏永等人攻陷占据容州。前后经略使陈仁琇、李抗、侯令仪、耿慎惑、元结、长孙全绪等人，虽是容州刺史，却被迫在藤州或梧州上任。至王翃到任后，散发私人财物招募将卒，许下好处，于是人各尽力。又遣使向广州节度使李勉求援，获得李勉发兵手札，出示义州刺史陈仁璀、藤州刺史李晓庭等人，设立盟约，共同讨贼。之后大战于容州，俘虏梁崇牵，尽复容州故境。前后大小百余战，生擒贼帅上献者七十余人。累加银青光禄大夫、兼御史中丞，充招讨处置使。奏请设置顺州，收复郁林诸州，部内渐安。后因哥舒晃杀岭南节度使吕崇贲，岭南复乱。王翃派兵赴援广州，西原贼率覃问乘容州兵马空虚，起兵来袭，被王翃设伏击败，生擒覃问。唐代宗闻而壮之，遣中使慰劳，加金紫光禄大夫，赐第京师。
大历十四年（779年），吐蕃入寇河中，元帅郭子仪领军抵御，王翃被征为汾州刺史、河中少尹，充节度留后，处理郭子仪幕府事务。有悍将凌正谋划叛乱驱逐王翃，王翃接到告发后，暗中将夜漏调前数刻，乱军因时间差而错过约期，被王翃一一击破，凌正被诛杀，军城遂安。
建中二年（781年）三月，振武军乱，其帅彭令芳、监军刘惠光被杀，王翃继任振武军使、东中二受降城镇北绥银麟胜等州留后。三年七月，任京兆尹。建中四年（783年）十月，王翃受命犒劳泾原镇军士，军士以伙食不嘉，愤而生叛，泾原兵变发生，唐德宗慌忙出逃奉天，王翃与宰相崔宁、御史大夫于颀一起从延平门西逃奉天。加御史大夫，改将作监，从幸山南。之后与卢杞一同陷害崔宁，导致崔宁被杀。
唐军收复京城，德宗回京，王翃改任大理卿。贞元九年（793年），出为福州刺史、福建观察使，入为太子宾客。贞元十二年（796年），检校礼部尚书，代董晋为东都留守，判尚书省事、东畿汝防御使。他在洛阳开置屯田二十余，铸造兵器甲胄，操练士卒，颇修军政，为后来的淮西平叛立下大功。贞元十八年（802年）六月卒，时七十余，赠礼部尚书。谥曰肃。
王翃与卢杞交好，崔宁被杀、阻止李怀光不得入朝觐见这两件事，王翃都与卢杞合谋，因此被人所议论。有子王正雅，大理卿。

## 延伸阅读
[在维基数据编辑]
 《舊唐書·卷157》，出自刘昫《舊唐書》
 《新唐書·卷143》，出自《新唐書》